# ODEON Station
ODEON Station er en letbanestation på Odense Letbane, beliggende på Odeons Kvarter ved musik- og teaterhuset Odeon i Odense. Stationen åbnede sammen med letbanen 28. maj 2022.
Hvor letbanen ligger nu, lå tidligere Thomas B. Thriges Gade, der var den centrale færdselsåre gennem Odense, indtil den blev lukket for biltrafik fra 2014. Derefter blev området omdannet til en ny bydel med husbyggeri omkring de smallere gader Odeons Kvarter og Carl Nielsens Kvarter. Trafikken består nu her af letbanen, cyklister og fodgængere, mens bilisterne er henvist til et underjordisk parkeringsanlæg. Letbanen ligger mellem den nye bebyggelse og de eksisterende huse på den vestlige side af den tidligere Thomas B Triges Gade. Stationen ligger nord for krydset med Skulkenborg og består af to spor med hver sin sideliggende perron.
I området vest for stationen ligger der en blanding af ældre og yngre etageejendomme. Mod øst er der nybyggede huse og bagved dem ligger musik- og teaterhuset Odeon og Odense Koncerthus. Mod sydøst ligger der et kvarter med gamle lave huse omkring H.C. Andersens Hus.
ODEON
| Foregående station               |  | Odense Letbane                       |  | Efterfølgende station    |
| -------------------------------- |  | ------------------------------------ |  | ------------------------ |
| Odense Banegård mod Tarup Center |  | Tarup Center - Hjallese fra maj 2022 |  | Albani Torv mod Hjallese |